# Natação nos Jogos Pan-Americanos de 2019 - 200 m medley masculino
As competições dos 200 metros medley masculino da natação nos Jogos Pan-Americanos de 2019 foram realizadas em 10 de agosto no Centro Aquático Nacional, em Lima, no Peru. 

## Calendário
Horário local (UTC-5).
| Data         | Horário | Fase          |
| ------------ | ------- | ------------- |
| 10 de agosto | 11:33   | Eliminatórias |
| 10 de agosto | 21:08   | Final B       |
| 10 de agosto | 21:08   | Final A       |

## Medalhistas
| Ouro   | USA William Licon         |
| Prata  | BRA Caio Pumputis         |
| Bronze | BRA eonardo Coelho Santos |

## Recordes
Antes desta competição, os recordes mundiais e pan-americanos da prova eram os seguintes:
| Tipo                             | Atleta                 | Tempo   | Local   | Data                |
| -------------------------------- | ---------------------- | ------- | ------- | ------------------- |
|                                  | USA Ryan Lochte        | 1m54s00 | Xangai  | 28 de julho de 2011 |
| Recorde dos Jogos Pan-Americanos | BRA Henrique Rodrigues | 1m57s06 | Toronto | 18 de julho de 2015 |

## Resultados

### Eliminatórias
A eliminatória foi realizada em 10 de agosto. 
| Pos. | Bateria | Raia | Nadador                | Nacionalidade                | Tempo   | Notas |
| ---- | ------- | ---- | ---------------------- | ---------------------------- | ------- | ----- |
| 1    | 3       | 4    | William Licon          | USA Estados Unidos           | 2:00.97 | QA    |
| 2    | 4       | 5    | Caio Pumputis          | BRA Brasil                   | 2:02.48 | QA    |
| 3    | 2       | 6    | José Martínez Gómez    | MEX México                   | 2:02.54 | QA    |
| 4    | 2       | 5    | Tomas Peribonio        | ECU Equador                  | 2:02.67 | QA    |
| 5    | 2       | 4    | Leonardo Coelho Santos | BRA Brasil                   | 2:02.74 | QA    |
| 6    | 3       | 5    | Javier Acevedo         | CAN Canadá                   | 2:03.33 | QA    |
| 6    | 4       | 2    | Patrick Groters        | ARU Aruba                    | 2:03.33 | QA,   |
| 8    | 3       | 7    | Bernhard Christianson  | PAN Panamá                   | 2:04.00 | QA    |
| 9    | 2       | 3    | Héctor Ruvalcaba Cruz  | MEX México                   | 2:04.06 | QB    |
| 10   | 4       | 3    | Jarod Arroyo           | PUR Porto Rico               | 2:04.30 | WD    |
| 11   | 4       | 1    | Erick Gordillo Guzman  | GUA Guatemala                | 2:06.06 | QB,   |
| 12   | 3       | 6    | James Dergousoff       | CAN Canadá                   | 2:06.17 | QB    |
| 13   | 3       | 3    | Carlos Claverie        | VEN Venezuela                | 2:06.43 | WD    |
| 14   | 4       | 6    | Miguel Ángel Cancel    | PUR Porto Rico               | 2:06.52 | QB    |
| 15   | 3       | 2    | Luis Vega Torres       | CUB Cuba                     | 2:07.11 | QB    |
| 16   | 4       | 8    | Adriel Sanes           | ISV Ilhas Virgens Americanas | 2:07.15 | QB    |
| 17   | 1       | 4    | Manuel Osorio Moran    | CHI Chile                    | 2:07.38 | QB    |
| 18   | 4       | 7    | Julio Horrego          | HON Honduras                 | 2:07.78 |       |
| 19   | 3       | 8    | Jose Neumann Doig      | PER Peru                     | 2:08.22 |       |
| 20   | 2       | 1    | Michael Gunning        | JAM Jamaica                  | 2:08.52 |       |
| 21   | 2       | 2    | Santiago Corredor      | COL Colômbia                 | 2:09.48 |       |
| 22   | 2       | 7    | Matías López           | PAR Paraguai                 | 2:09.64 |       |
| 23   | 1       | 5    | Christian Martinelli   | PER Peru                     | 2:10.38 | QB    |
| 24   | 3       | 1    | Luis Weekes            | BAR Barbados                 | 2:17.60 |       |

### Final B
A final B foi realizada em 10 de agosto. 
| Pos. | Raia | Nadador               | Nacionalidade                | Tempo   | Notas            |
| ---- | ---- | --------------------- | ---------------------------- | ------- | ---------------- |
| 9    | 6    | Miguel Ángel Cancel   | PUR Porto Rico               | 2:04.81 |                  |
| 10   | 5    | Erick Gordillo Guzman | GUA Guatemala                | 2:05.99 | Recorde nacional |
| 11   | 3    | James Dergousoff      | CAN Canadá                   | 2:06.19 |                  |
| 12   | 7    | Adriel Sanes          | ISV Ilhas Virgens Americanas | 2:06.90 |                  |
| 13   | 1    | Manuel Osorio Moran   | CHI Chile                    | 2:07.44 |                  |
| 14   | 2    | Luis Vega Torres      | CUB Cuba                     | 2:07.91 |                  |
| 15   | 8    | Christian Martinelli  | PER Peru                     | 2:11.81 |                  |
| 16   | 4    | Héctor Ruvalcaba Cruz | MEX México                   | DSQ     |                  |

### Final A
A final A foi realizada em 10 de agosto. 
| Pos.              | Raia | Nadador                | Nacionalidade      | Tempo   | Notas |
| ----------------- | ---- | ---------------------- | ------------------ | ------- | ----- |
| Medalha de ouro   | 4    | William Licon          | USA Estados Unidos | 1:59.13 |       |
| Medalha de prata  | 5    | Caio Pumputis          | BRA Brasil         | 2:00.12 |       |
| Medalha de bronze | 2    | Leonardo Coelho Santos | BRA Brasil         | 2:00.29 |       |
| 4                 | 6    | Tomas Peribonio        | ECU Equador        | 2:01.25 |       |
| 5                 | 3    | José Martínez Gómez    | MEX México         | 2:02.09 |       |
| 6                 | 8    | Bernhard Christianson  | PAN Panamá         | 2:03.28 |       |
| 7                 | 7    | Javier Acevedo         | CAN Canadá         | 2:04.23 |       |
| 8                 | 1    | Patrick Groters        | ARU Aruba          | 2:06.21 |       |

Legenda
| Recorde mundial                  | Recorde mundial (World record)               |                       | Recorde africano                      | Recorde africano (African) |                                           | Q | Classificado por posição (Qualified) |
| Recorde dos Jogos Pan-Americanos | Recorde pan-americano (Pan-American record)  | Recorde da América    | Recorde da América (Americas)         | q                          | Classificado por melhor tempo (Qualified) |   |                                      |
| Melhor marca do ano              | Melhor marca do ano (World leading)          | Recorde asiático      | Recorde asiático (Asian)              | DNS                        | Não largou (Did not start)                |   |                                      |
| Recorde nacional                 | Recorde nacional (National record)           | Recorde europeu       | Recorde europeu (European)            | DNF                        | Não terminou (Did not finish)             |   |                                      |
| Recorde pessoal                  | Recorde pessoal do atleta (Personal best)    | Recorde da Oceania    | Recorde da Oceania (Oceania)          | DSQ / DQ                   | Desclassificado (Disqualified)            |   |                                      |
| Recorde da temporada             | Recorde da temporada do atleta (Season best) | Recorde sul-americano | Recorde sul-americano (South America) | NM                         | Sem marca (No mark)                       |   |                                      |